# Befattningsofficer
Befattningsofficer var en befälskategori i den finländska försvarsmakten 1974-1989. Den motsvarande svensk kompaniofficer och ersatte de tidigare stamunderofficerarna, som var yrkesbefäl med underofficers grad. Från 1989 benämns denna befälskategori institutofficer.